# Mohamed Messaoudi
Ne doit pas être confondu avec le handballeur tunisien Mohamed Messaoudi.
Pour les articles homonymes, voir Messaoudi.
Mohamed Messaoudi (en arabe : محمد مسعودي) est un footballeur international algérien né le 12 janvier 1944 à Hadjout dans la wilaya de Tipaza et mort le 19 décembre 2023. Il évolue au poste d'arrière droit.

## Biographie

### Carrière sportive
Mohamed Messaoudi reçoit huit sélections en équipe d'Algérie entre 1963 et 1968. Son premier match a eu lieu le 6 janvier 1963 contre la Bulgarie (victoire 2-1).
En club, il joue notamment en faveur de son club formateur, l'USMM Hadjout pendant cinq ans dans des divisions inférieures, avant d'aller finir sa carrière footballistique au MC Alger.

### Décès
Mohamed Messaoudi meurt le 19 décembre 2023, à l’âge de 79 ans.

## Palmarès
MC Alger
| - Championnat d'Algérie (1) : - Champion : 1971-72. - Coupe d'Algérie (2) : - Vainqueur : 1970-71 et 1972-73. |  | - Coupe du Maghreb des vainqueurs de coupe (1) : - Vainqueur : 1971-72. |